# 薛漢 (元朝)
薛漢（?—?），字宗海，永嘉（今浙江溫州）人。
幼時勤勉苦讀，長於詩文，任青田教諭。泰定元年（1324年）選國子助教。精鑑古物，工書法。楷書宗歐陽詢。著有《宗海集》。有子薛植（子立）。